# Nakhla (meteoryt)
Nakhla – meteoryt kamienny pochodzący z Marsa, należący do meteorytów SNC. Upadek meteorytu nastąpił w postaci deszczu meteorytowego, ok. 40 kamieni, z których największy miał masę 1,8 kg, około godziny 9:00 28 czerwca 1911 roku w miejscowości El Nakhla el Baharia, niedaleko Aleksandrii. Jest skałą magmową podobną do diabazu, która powstała 1,3 mld lat temu. Inne meteoryty marsjańskie o takim składzie nazywa się nakhlitami; znanych jest 14 takich meteorytów, które zostały wyrzucone z powierzchni Marsa i po milionach lat przebywania w przestrzeni międzyplanetarnej spadły na Ziemię.

## Badania meteorytu
Meteoryt Nakhla został objęty programem badawczym prowadzonym przez doktora Martina Lee z Uniwersytetu Glasgow w Wielkiej Brytanii. Projekt finansowany jest przez Science and Technology Facilities Council. Program ten ma między innymi na celu ustalenie czasu występowania wody w stanie ciekłym na Marsie.